# Acción militar del 22 de febrero de 1812

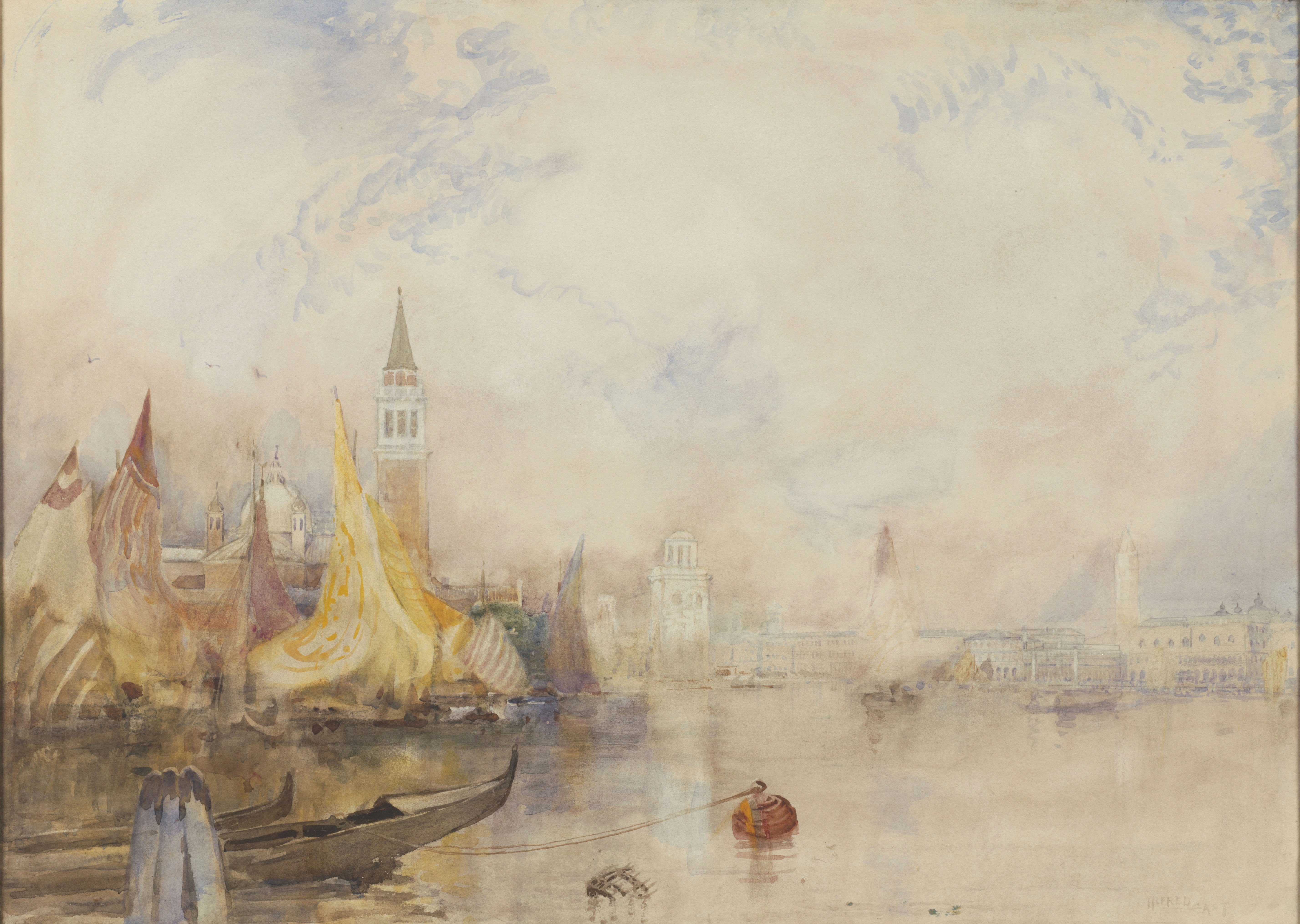
Niebla sobre el puerto de Venecia, similar a la que había durante la mañana de la batalla.

La batalla de Grado o batalla de Pirano (también conocida como «acción militar del 22 de febrero de 1812») fue una batalla naval menor durante la campaña del Adriático de las guerras napoleónicas, que enfrentó a navíos de la Marina Real británica y la Marina Nacional francesa en el mar Adriático entre las ciudades de Grado y Piran. La construcción del barco francés Rívoli, bautizado en honor al triunfo logrado por Napoleón Bonaparte quince años atrás, acababa de concluir en Venecia. Con esto, los altos mandos marítimos en Francia buscaban reforzar sus unidades en el Adriático tras una serie de derrotas durante el año anterior. 
Para evitar que dicho barco desafiara el dominio británico en el teatro de guerra, la Marina Real británica ordenó que un barco perteneciente a la flota del Mediterráneo interceptara y capturara al Rívoli en su viaje inaugural. El capitán John Talbot del HMS Victorious llegó a las proximidades de Venecia a mediados de febrero y bloqueó el puerto. Cuando el Rívoli intentó huir oculto en la niebla, Talbot lo persiguió y obligó a rendirse luego de una batalla de cinco horas en la que el barco francés perdió a más de la mitad de su tripulación entre muertos y heridos.

## Trasfondo histórico
El Tratado de Tilsit de 1807 había causado la retirada rusa del Adriático y la captura de la estratégica isla fortificada de Corfú por parte de los franceses. En 1809, el Tratado de Schönbrunn con el Imperio austríaco había fortalecido aún más la influencia francesa en la región al formalizar su dominio sobre las Provincias Ilirias en la costa oriental. Para proteger sus nuevos territorios, los gobiernos de Francia e Italia habían promovido un programa para la fabricación de barcos en Venecia y otros puertos italianos y así reconstruir la flota mediterránea para desafiar la hegemonía británica. Dicho esfuerzo estuvo obstaculizado por la pobreza del gobierno italiano y las dificultades de la Marina Nacional francesa para conseguir tripulación y equipos para sus barcos. Como consecuencia, la construcción del primer navío en el Adriático siguiendo este programa no comenzó hasta 1810 y se terminó a principios de 1812.
Cuando zarpó el barco, el Rívoli, la Marina Real británica ya le había quitado el dominio del mar Adriático a Francia. Además de la muerte del comandante en la región, Bernard Dubourdieu, y la destrucción de su escuadra en la batalla de Lissa en marzo de 1811, los intentos franceses por abastecer sus guarniciones dispersas corrían cada vez mayores riesgos. Esto quedó demostrado en la acción militar del 29 de noviembre de 1811, cuando un convoy armado francés, que había partido de Corfú hacia Trieste, fue destruido por los británicos. Por lo tanto, a ojos de Francia el Rívoli encarnaba la oportunidad de revertir aquellas derrotas, puesto que el nuevo barco superaba en cantidad de armas a las fragatas británicas que operaban en el Adriático y podría moverse sin riesgo de ser atacado por la escuadra con base en Lissa.
La Marina Real británica era consciente de la amenaza que representaba el Rívoli a su hegemonía, y sus espías en Venecia informaban acerca del progreso de la construcción del barco. Cuando el Rívoli estuvo casi terminado, se despachó al HMS Victorious de la Flota del Mediterráneo para interceptarlo en el momento en que abandonase el puerto. El Victorious se encontraba bajo el mando del capitán John Talbot, un oficial exitoso y popular que se había distinguido por la captura de una fragata francesa en 1805 y por su actuación durante la Operación Dardanelos de 1807. Como apoyo, Talbot contaba con el bergantín de 18 cañones HMS Weazel, al mando del comandante John William Andrew.

## La batalla

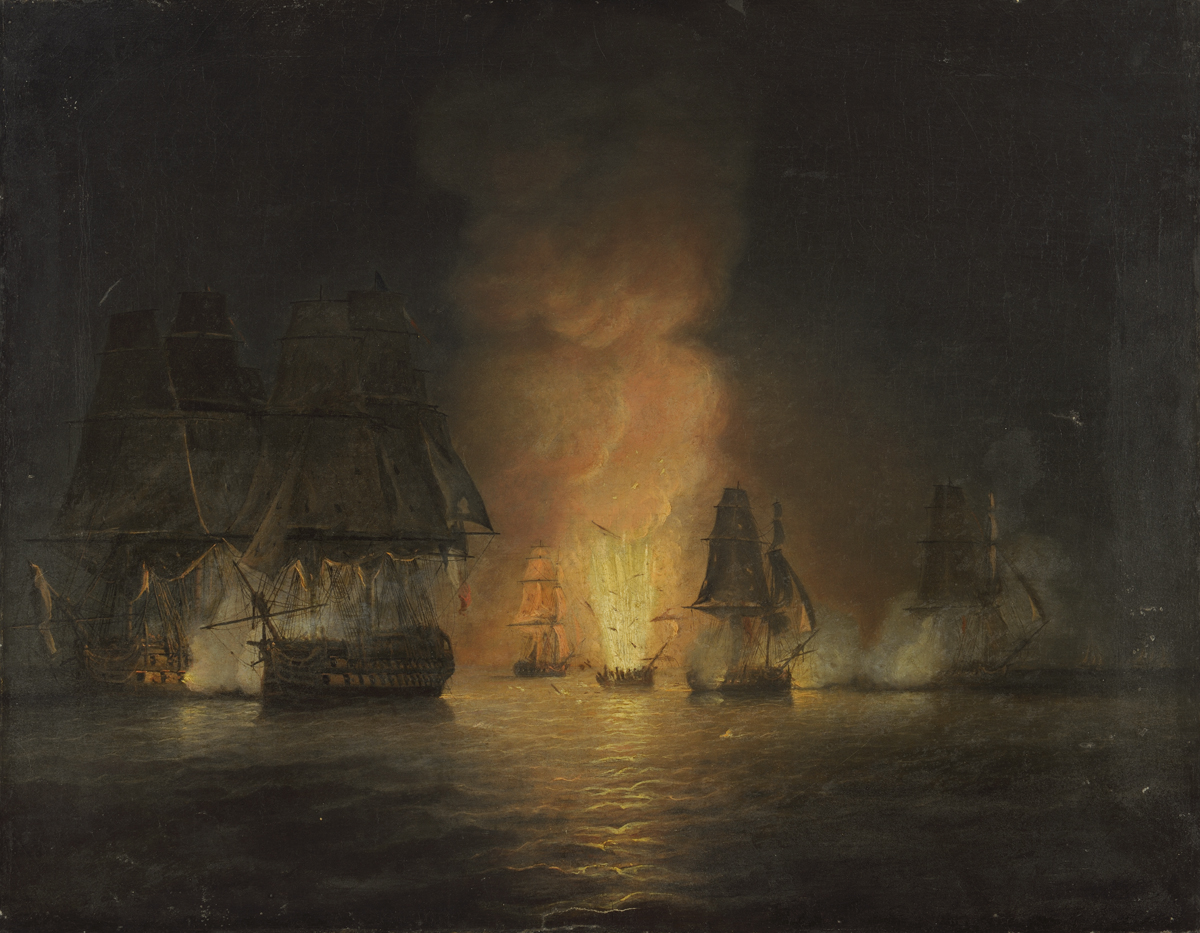
La explosión del Mercure

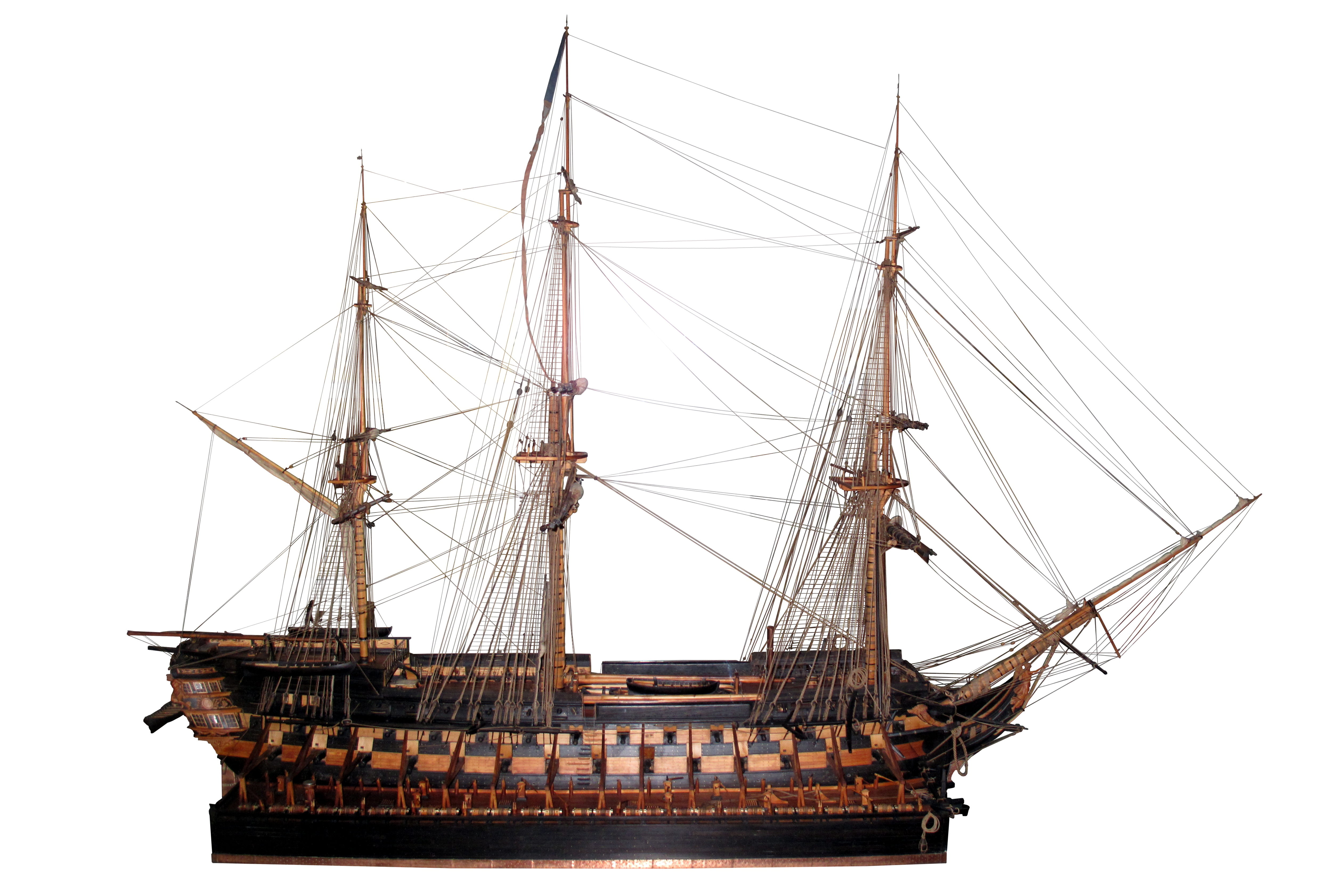
Modelo del Rívoli

El Rívoli partió de Venecia el 21 de febrero de 1812 bajo el mando del comodoro Jean-Baptiste Barré. Lo escoltaban cinco barcos más pequeños: dos bergantines de 16 cañones, el Mercure y el Iéna, un bergantín de 8 cañones, el Mamelouck, y dos cañoneras pequeñas. Barré esperaba utilizar la densa niebla marina que había descendido para salir de Venecia y así eludir a sus perseguidores. El Victorious se había mantenido lejos de tierra durante la niebla, y cuando Talbot pudo echar una mirada sobre el puerto a las 14:30, su enemigo ya había escapado. Talbot se lanzó a la búsqueda de Barré, quien navegaba hacia Pola, y alcanzó a ver a uno de los bergantines franceses a las 15:00.
La ventaja obtenida había permitido al Rívoli distanciarse sustancialmente del barco británico, por lo que Talbot pudo aproximarse a su presa y sus escoltas recién a las 2:30 del 22 de febrero. Para que la escolta francesa que protegía al Rívoli no lo entretuviese, el capitán Talbot ordenó al Weasel que se adelantara y trabase combate contra la misma, mientras que el Victorious atacaba directamente al buque insignia de Barré. A las 4:15, el Weasel alcanzó al bergantín más retrasado, el Mercure, y abrió fuego a corta distancia; el Mercure respondió de la misma manera. El Iéna también se enfrentó al Weasel, pero la distancia mayor que los separaba permitió que el comandante Andrew concentrara su ataque contra el Mercure, que luchó fuertemente durante veinte minutos antes de que fuera destruido en medio de una explosión catastrófica, probablemente a causa de un incendio en la santabárbara. El Weasel lanzó sus botes de inmediato para rescatar a los sobrevivientes, pero únicamente pudo salvarse a tres.
Tras la explosión a bordo del Mercure, el Iéna y los demás bergantines franceses se dispersaron, y el Weasel los persiguió un corto trecho sin lograr llevarlos a un combate abierto. La desaparición de la escolta francesa permitió que el Victorious se acercara al Rívoli sin oposición alguna, y a las 4:30 ambos barcos se trabaron en duelo con sus cañones a corta distancia. El combate siguió sin descanso durante las siguientes tres horas y media, y los dos barcos sufrieron grandes daños y bajas. El capitán Talbot recibió un golpe en la cabeza con una esquirla y debió abandonar el puente, temporalmente ciego, por lo que el mando recayó en el teniente Thomas Peake. Éste hizo volver al Weasel para ayudar a someter al Rívoli bloqueando su camino de escape, colocándosele delante y barriéndolo a cañonazos en repetidas ocasiones.

## Rendición y consecuencias

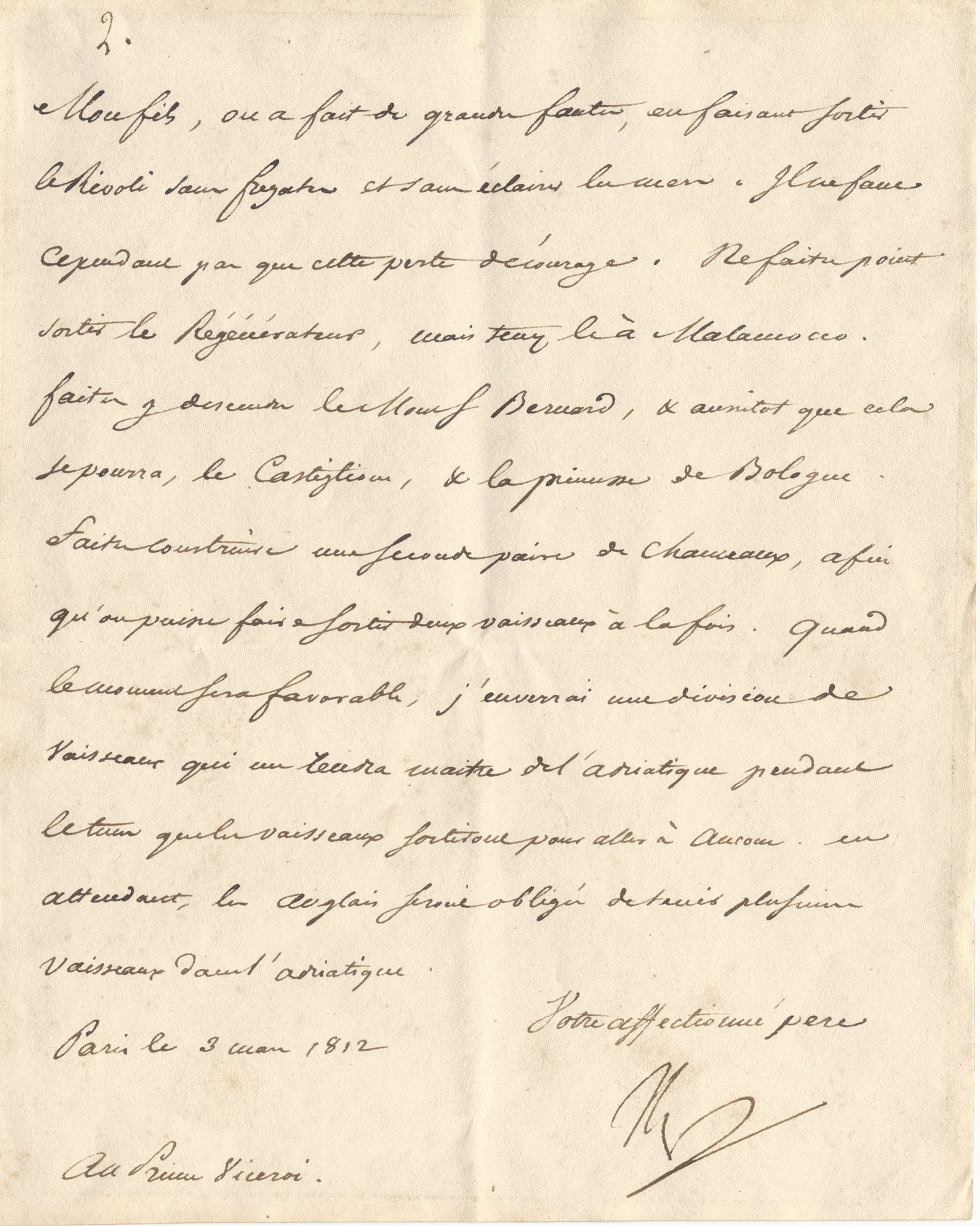
Carta del 3 de marzo de 1812 que Napoleón Bonaparte envió a su hijo adoptivo Eugène, Virrey de Italia, después del desastre del Rívoli

A las 8:45, el Rívoli, que había estado luchando por alcanzar el puerto de Trieste, perdió su mesana debido a los ataques del Victorious y el Weasel. Quince minutos después, y habiendo perdido el control de su barco maltrecho, el comodoro Barré se rindió. El Rívoli había sufrido más de 400 bajas, entre muertos y heridos, de una tripulación compuesta por más de 800 hombres que se había reunido por primera vez algunos días antes y que nunca había navegado su barco por aguas abiertas. En el Victorious las pérdidas también habían sido grandes: un oficial y 25 marineros muertos, y seis oficiales (incluido el capitán Talbot) y 93 hombres heridos.
Aunque se desconoce con exactitud el número de pérdidas en el Mercure, éstas fueron importantes, ya que sólo sobrevivieron tres marineros. El Weasel, pese a haberse enfrentado a tres barcos franceses distintos durante largo tiempo, no sufrió ninguna baja en toda la acción. No se dio caza a la dispersa escolta del Rívoli, ya que los británicos se concentraron en hacer regresar a puerto al Rívoli como botín. Como consecuencia, los demás barcos franceses consiguieron llegar a puertos aliados sin encontrar oposición. El Rívoli era un navío nuevo y bien construido y, luego de efectuarle unas reparaciones rápidas en puerto San Jorge, navegó junto con el Victorious a Gran Bretaña. Allí se repararon por completo ambos barcos. El Victorious regresó a la flota al mando de Talbot para desempeñarse contra la Armada de los Estados Unidos durante la guerra de 1812, mientras que el Rívoli (comisionado bajo el nombre de HMS Rívoli) fue asignado a operaciones dentro de aguas territoriales británicas.
Las tripulaciones del Victorious y el Weasel recibieron su recompensa tanto monetaria como en forma de ascensos; los oficiales subalternos obtuvieron un ascenso y el comandante Andrew del Weasel fue nombrado capitán de navío. El capitán Talbot recibió, al finalizar la guerra, el título de caballero comendador de la Orden del Baño como reconocimiento por su triunfo. Casi cuatro décadas más tarde, esta batalla, entre otras acciones, fue reconocida con un broche en la Medalla Naval del Servicio General, con el que se premió (solicitud mediante) a todos los participantes británicos sobrevivientes en 1847. La acción del 22 de febrero de 1812 fue la última acción importante entre dos barcos en el Adriático, y su resultado permitió que los británicos pudieran seguir asaltando convoyes y establecimientos portuarios sin resistencia, capturando islas y guarniciones aisladas con la ayuda de los pobladores de Iliria.